# بووشن
شهر بووشن (به فرانسوی: Beauvechain) در شهرستان نیول در استان اوئلون بربان در منطقه فدرال والوون در کشور بلژیک واقع شده‌است.

## نگارخانه

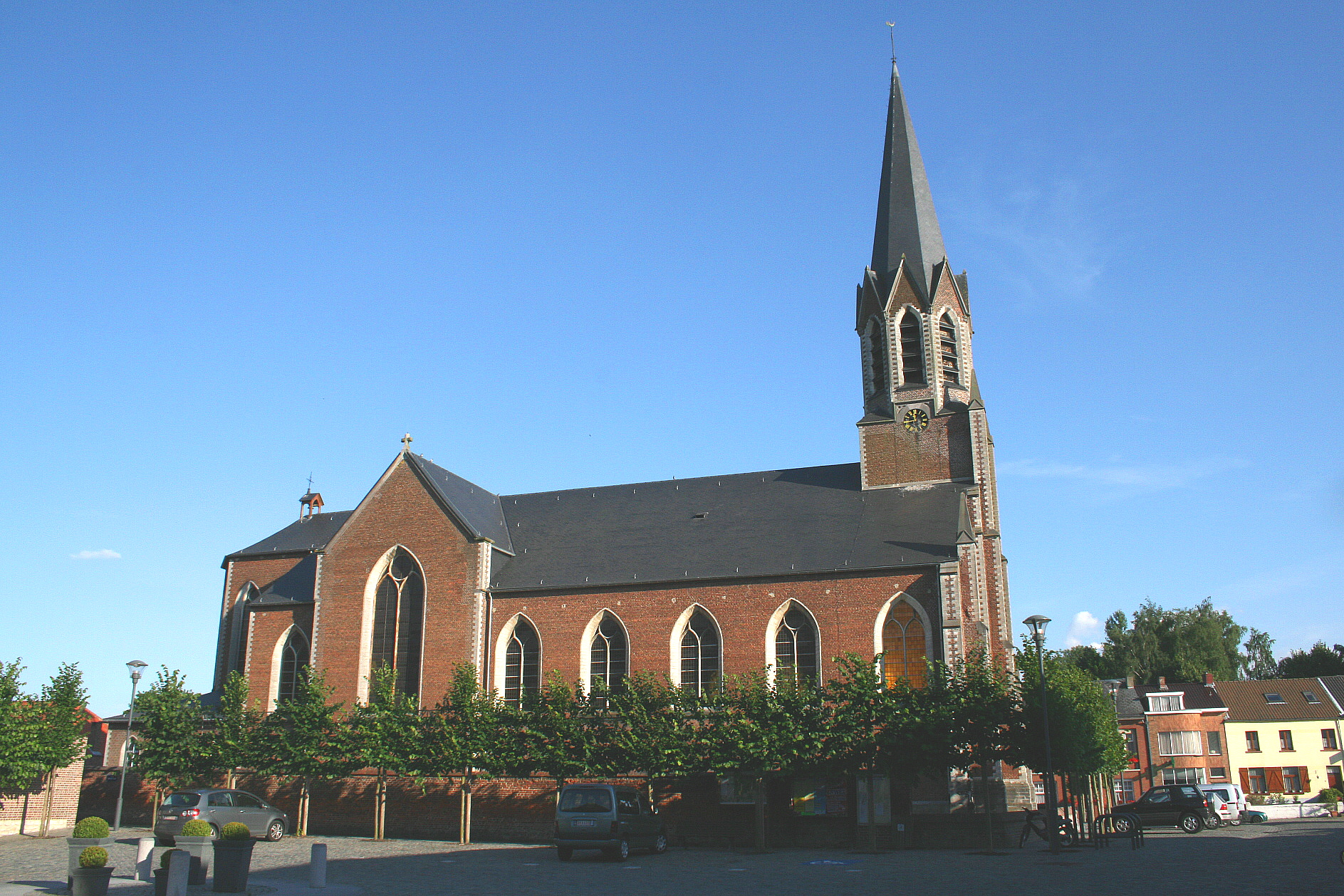
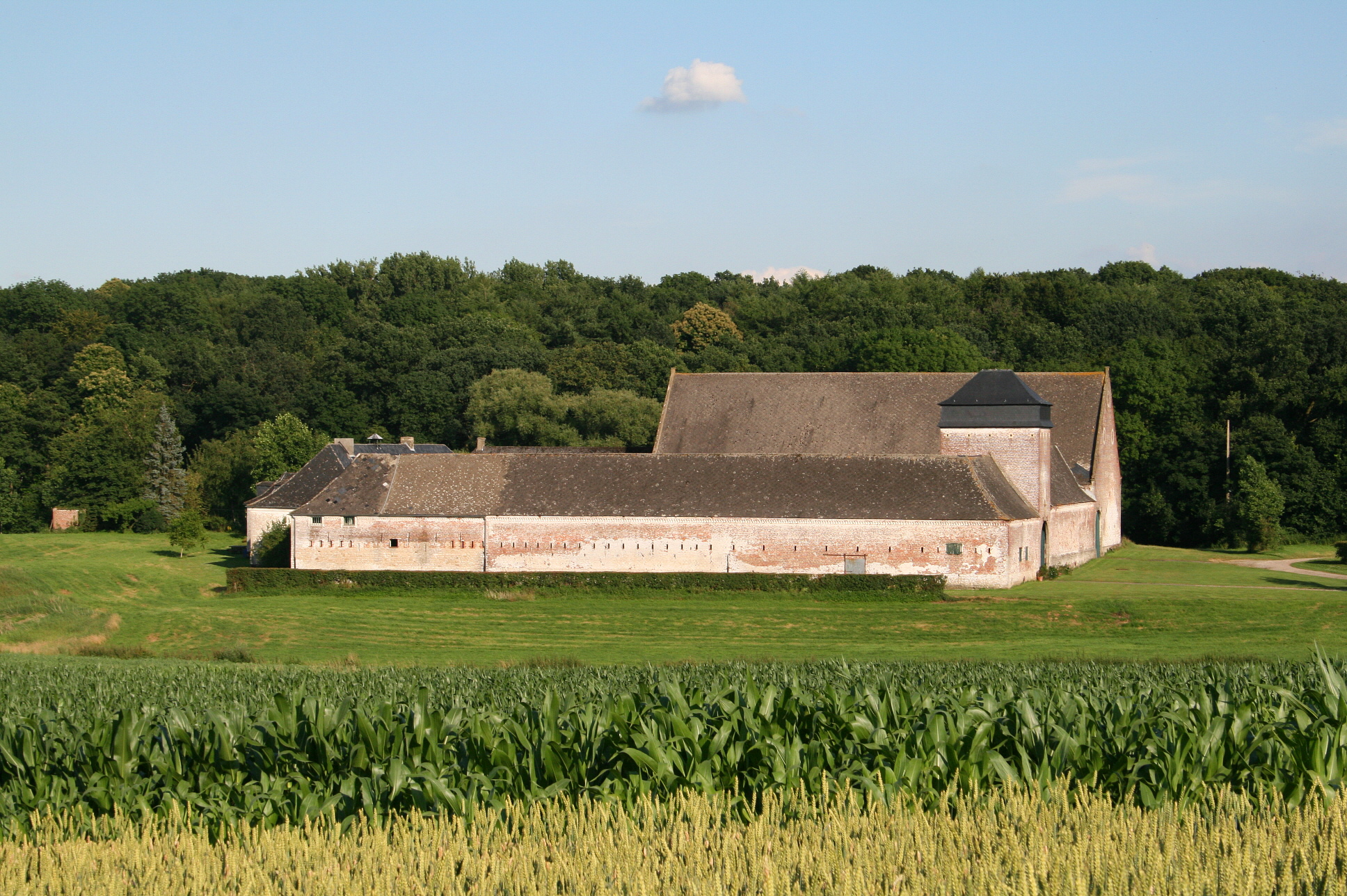